# El hombre oculto
El hombre oculto es una película española dirigida por Alfonso Ungría e interpretada por Cecilia Bayonas, Carmen Maura y Julieta Serrano en sus papeles principales.

## Argumento
Un republicano, excombatiente de la guerra civil española, permanece escondido en una habitación de la casa familiar durante los años de la dictadura franquista. A fuerza de estar tanto tiempo aislado del exterior, y a pesar de recibir la visita de amigos y familiares, el hombre acaba desarrollando un comportamiento lleno de rarezas.

## Reparto
- Carlos Otero como Martín
- Yelena Samarina como Amalia
- Julieta Serrano como Clara
- Luis Ciges como Santos
- Mario Gas como Novio de Belén
- Carmen Maura como Belén
- Cecilia Bayonas como Niña
- Laura Bayonas como Niña
- José María Nunes como Comandante
- Tatiana Samarina como Niña